# Licince
Licince (hongrois : Lice) est un village de Slovaquie situé dans la région de Banská Bystrica.

## Histoire
La première mention écrite du village date de 1243.
La localité fut annexée par la Hongrie après le premier arbitrage de Vienne le 2 novembre 1938. En 1938, on comptait 575 habitants. Elle faisait partie du district de Rožňava (hongrois : Rozsnyói járás). Durant la période 1938 - 1945, le nom hongrois Lice était d'usage. À la libération, la commune a été réintégrée dans la Tchécoslovaquie reconstituée.

## Démographie

### Évolution de la population
| Année:               | 1994. | 2004.    | 2014.    | 2024.   |
| -------------------- | ----- | -------- | -------- | ------- |
| Nombre de personnes: | 535   | 686      | 756      | 793     |
| Différence:          |       | +28,22 % | +10,20 % | +4,89 % |

| Année:               | 2023. | 2024.   |
| -------------------- | ----- | ------- |
| Nombre de personnes: | 791   | 793     |
| Différence:          |       | +0,25 % |